# Бернсайд-авеню (линия Джером-авеню, Ай-ар-ти)
|   |   |   |   |   |   |   |
| · | · | · | · | · | · | · |

|   |   |   |   |   |   |   |
| · | · | · | · | · | · | · |

«Бернсайд-авеню» (англ. Burnside Avenue) — станция Нью-Йоркского метрополитена, расположенная на линии Джером-авеню, Ай-ар-ти.  На станции останавливается маршрут 4 (круглосуточно). Она представлена двумя островными платформами, обслуживающими три пути.
Станция была открыта 2 июня 1917 года. Через станцию проходят три пути — два локальных и один экспресс-путь, на который сегодня прибывают только поезда, использующие эту станцию как конечную в часы пик (они идут по экспресс-пути от 167-й улицы до депо «Джером», и данная станция оказывается единственной и последней на этом пути, имеющей платформы).
Эта станция — единственная на линии эстакадная станция, имеющая три пути и две островные платформы. Другой трёхпутной станцией с аналогичной конфигурацией платформ на этой линии является подземная станция 149-я улица — Гранд-Конкорс.

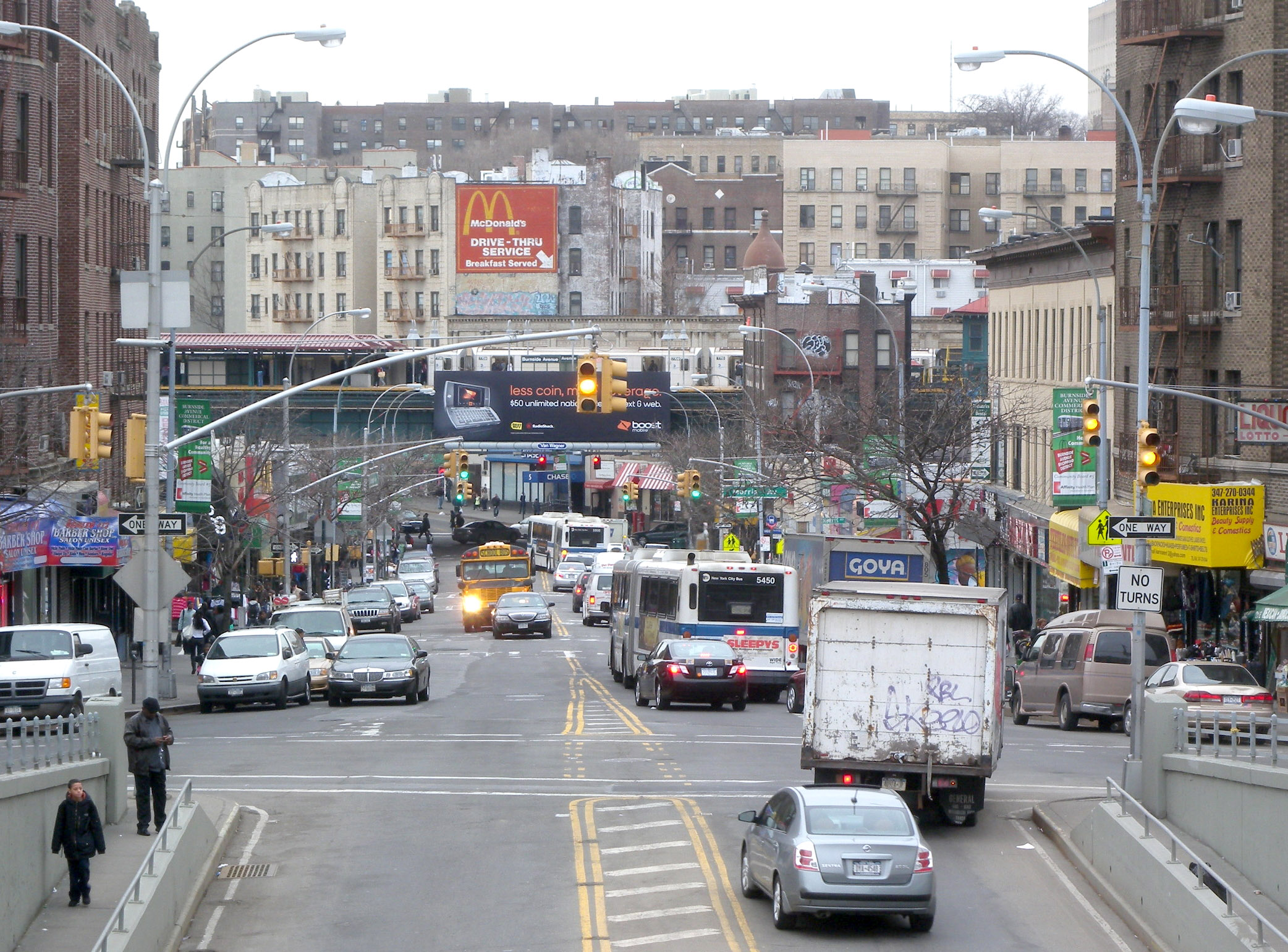
Станция с улицы
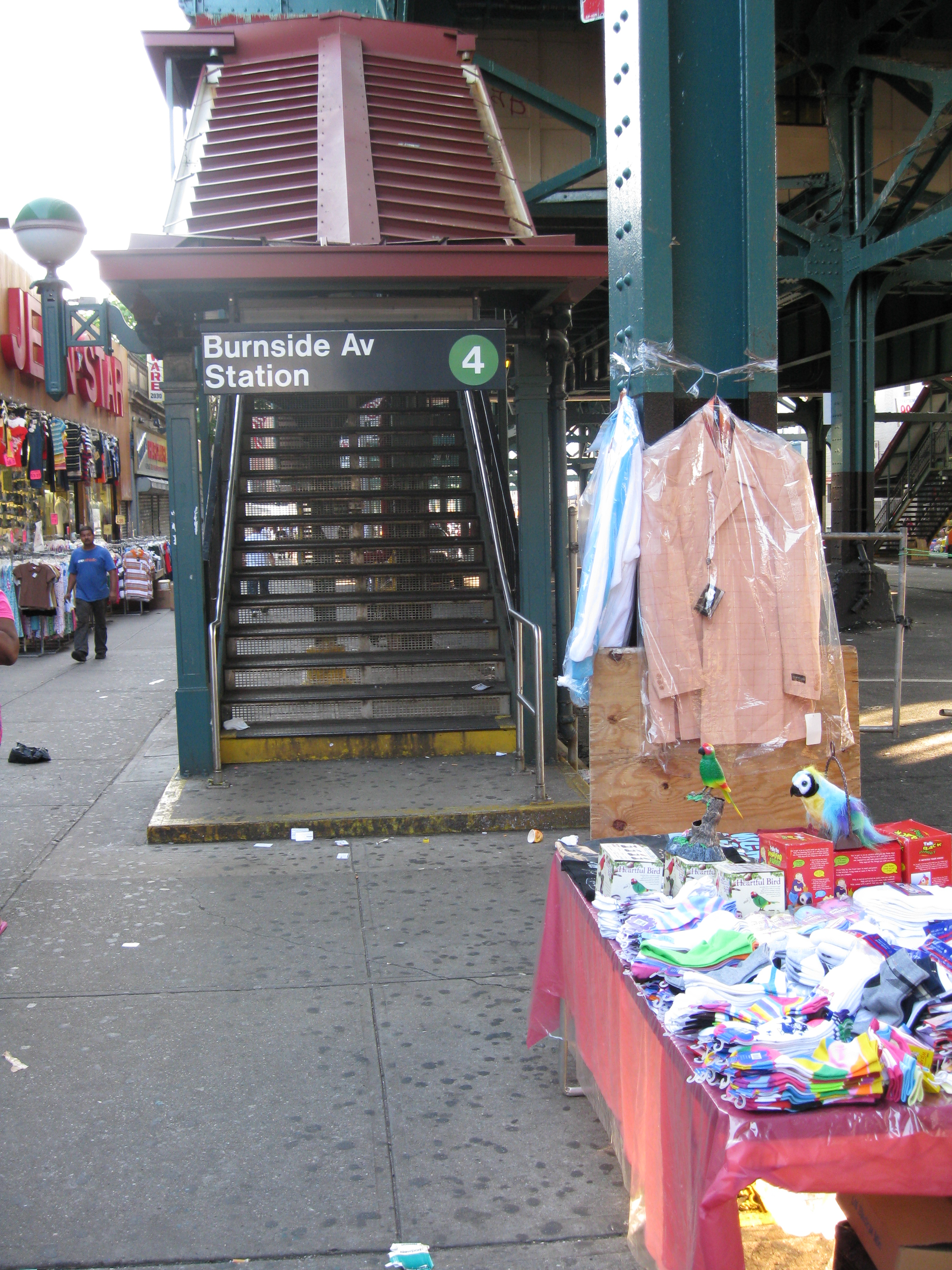
Вход на станцию